# Orthanthera
Orthanthera es un género de fanerógamas de la familia Apocynaceae. Contiene siete especies. Es originario de África y Asia, encontrándose en Namibia, Sudáfrica y la India.

## Descripción
Son arbustos erectos o subarbustos reptantes (O.jasminiflora Schinz), que alcanza los 20-150 cm de alto, poco ramificados, ortótropos o plagiotropos; con látex incoloro,  raíces fibrosas.  Turiones huecos, de color blanco-verde, densamente pubescente en toda su superficie, con tricomas suaves, blanquecinos. Las hojas  son persistentes o caducas (O. albida Schinz) y reducidas a escamas o ausentes (O. viminea Wight & Arn.), Pecioladas o subsésiles, ligeramente ascendentes; o escalas  herbáceas, de 0.1-2 cm de largo, 0.2-1.5 cm de ancho, lineales, oblongas u ovadas, basalmente truncadas, con el ápice agudo, adaxial como abaxialmente densamente tomentosas, tricomas blanquecinos.
Las inflorescencias son extra-axilares,  solitarias, con 3-10  flores, y hasta 5 flores abiertas de forma simultánea, pedunculadas o subsésiles, pedúnculos y pedicelos densamente tomentosos en toda la superficie, tricomas suaves, blanquecino o marrón. Las flores son nectaríferas. Con un número de cromosomas de:  2n= 22.

## Taxonomía
El género fue descrito por Robert Wight y publicado en Contributions to the Botany of India 48. 1834.

## Especies
- Orthanthera albida Schinz
- Orthanthera browniana Schinz
- Orthanthera butayei (De Wild.) Werderm.
- Orthanthera gossweileri C.Norman
- Orthanthera jasminiflora Schinz
- Orthanthera stricta Hiern
- Orthanthera viminea Wight